# 6562 Takoyaki
6562 Takoyaki este un asteroid din centura principală de asteroizi.

## Descriere
6562 Takoyaki este un asteroid din centura principală de asteroizi. A fost descoperit pe 9 noiembrie 1991 la Kitami de Masayuki Yanai și Kazuro Watanabe. Asteroidul prezintă o orbită caracterizată de o semiaxă mare de 2,26 ua, o excentricitate de 0,23 și o înclinație de 5,2° în raport cu ecliptica.